# 保型形式のL-函数
保型 L 関数 (automorphic L-function) とは、複素変数 s の関数 L(s, π, r) であって、大域体上の簡約群 G の保型表現 π と、G のラングランズ双対群 LG の有限次元複素表現に付随するものであり、ディリクレ指標のディリクレ級数やモジュラ形式のメリン変換を一般化する。 Langlands (1967, 1970, 1971) により導入された。 
Borel (1979) と Arthur & Gelbart (1991) は保型 L 関数のサーベイを与えた。

## 性質
保型 L-函数は次の性質を持っていると思われている（この性質は証明されているものもあるが、未だ予想の段階であることもある）。
L-函数 L(s, π, r) はの F の素点 v ごとに定められる局所 L-函数の積である。
{\displaystyle L(s,\pi ,r)=\prod L(s,\pi _{v},r_{v})}
ここに、保型表現 π = ⊗πv は局所体 Fv 上の群の表現 πv のテンソル積である。
L-函数は全複素数 s の有理型函数として解析接続され、次の函数等式を満たすことが予想されている。
{\displaystyle L(s,\pi ,r)=\varepsilon (s,\pi ,r)L(1-s,\pi ,r^{\vee })}
ここに、 {\displaystyle \varepsilon (s,\pi ,r)} は、有限個の v をのぞいて 1 となるような局所定数の積
{\displaystyle \varepsilon (s,\pi ,r)}{\displaystyle =\prod \varepsilon (s,\pi _{v},r_{v},\varphi _{v})}
である。

## 一般線型群
Godement & Jacquet (1972) は、（いわゆる標準L-函数）標準表現 r にたいする一般線型群 GL(n) の保型 L-函数を構成し、テイト論文の方法の一般化を使って解析接続と函数等式を証明した。ラングランズプログラムによれば、GL(m) と GL(n) の表現のランキン・セルバーグ積から定まるランキン・セルバーグの L-函数が、多くの解析的性質を満たす。函数等式は、最初はラングランズ・シャヒーディの方法を通して最初に証明された。
ラングランズ函手性予想によれば、連結な簡約群の保型 L-函数は一般線型群の保型 L-函数の積となる。ラングランズ函手性の証明は、保型形式のL-函数の解析的性質の更に深い理解をもたらすであろう。